# Masalia mittoni
Masalia mittoni là một loài bướm đêm trong họ Noctuidae.